# 麻生みつ子
麻生 みつ子（あそう みつこ、1930年5月27日 - ）は、日本の元女優、声優。

## 人物
協同組合放送芸能家協会、演劇集団未踏、東京俳優生活協同組合に所属していた。
テレビ創作期から活躍。現在は引退している。

## 後任
- 秋元千賀子 - 「サザエさん」花沢花子 役

## 出演作品

### テレビアニメ
1963年
- 狼少年ケン（1963年 - 1965年）

1965年
- オバケのQ太郎（ハカセ）

1966年
- おそ松くん（松野松代〈かあさん〉）

1967年
- ドンキッコ（ドンキッコ）
- パーマン
- 魔法使いサリー（ウルトラ婆さん）
- おらぁグズラだど（ママ）

1968年
- 怪物くん（第1作）（グリムばあさん）
- ゲゲゲの鬼太郎（第1作）（1968年 - 1969年）
- 佐武と市捕物控（お兼、おかみ）

1969年
- ハクション大魔王（ママ 他）

1970年
- あしたのジョー（1970年 - 1971年）
- アタックNo.1（泉ゆり）
- いじわるばあさん
- 巨人の星

1971年
- サザエさん（花沢花子〈初代〉）
- さすらいの太陽（つね）
- さるとびエッちゃん（1971年 - 1972年、クリ平）
- 珍豪ムチャ兵衛

### 劇場アニメ
- 少年猿飛佐助（1959年）
- アタックNo.1 涙の回転レシーブ（1970年、泉ゆり[9]）

### テレビドラマ
- 竜馬がゆく（かよ）

### 特撮
- ウルトラQ 第15話「カネゴンの繭」（加根田金男 / カネゴンの声）
- キャプテンウルトラ 第11話「四次元衛星ノズラーあらわる」（バンデル星人代表の声）
- ジャイアントロボ 第23話「宇宙妖怪博士ゲルマ」（ゲルマ博士の声）